# Cal Genet (Argentona)
Cal Genet és una obra d'Argentona (Maresme) protegida com a Bé Cultural d'Interès Local.

## Descripció
Masia de tres cossos perpendiculars a la façana i dos pisos. Conserva el portal rodó d'onze dovelles, tot i que està retallat, ja que quan es deuria pujar el nivell del carer, va quedar massa baix. També els tres balcons de pedra granítica, que tenen rajoles del segle xix a la part inferior, i les tres finestres de la golfa. Al convertir-se en habitatge plurifamiliar, es van obrir dues noves portes d'accés als habitatges.
De l'interior destaca en l'entrada del núm. 12, l'antic portal de pedra gòtica que conduïa a l'estança que estaria situada on avui hi ha el núm. 14. Al pati del núm. 12 també es conserva un hipogeu.
El subsòl està protegit mitjançant la fitxa Q1-02 del Catàleg de patrimoni arquitectònic, arqueològic, paisatgístic i ambiental.